# ヌーベルバーグ技術協力番組一覧
テレビ技術会社ヌーベルバーグが技術協力した番組を列挙した一覧である。

## 主な放送作品

### 現在に関わっている番組

#### 日本テレビ系
- ズームイン!!SUPER
- 午後は○○おもいッきりテレビ
- SPORTS MAX
- 伊東家の食卓
- 踊る!さんま御殿!!
- 1億人の大質問!?笑ってコラえて!
- ザ!世界仰天ニュース
- Dの嵐!
- 天才!志村どうぶつ園
- 摩訶!ジョーシキの穴
- ダウンタウンDX
- ぐるぐるナインティナイン
- 謎を解け!まさかのミステリー
- ズームイン!!サタデー
- メレンゲの気持ち
- 億万のココロ・愛しのマネー$伝説
- 世界一受けたい授業
- ナイナイサイズ!
- スポーツうるぐす
- 所さんの目がテン!
- 行列のできる法律相談所
- 中井正広のブラックバラエティ
- スーパークイズスペシャル
- 徳光・所のスポーツえらい人グランプリ
- 壮絶バトル!花の芸能界
- 驚き!謎マネー100連発・世間を騒がすアノ値段一挙公開スペシャル
- 少年チャンプル（中京テレビ）

#### TBS系
- 8時です!みんなのモンダイ（ロケ技術のみ）

#### テレビ東京系
- 田舎に泊まろう!
- 出没!アド街ック天国

### 過去に関わっている番組

#### 日本テレビ系
- ズームイン!!朝!
- マジカル頭脳パワー!!
- 嗚呼!バラ色の珍生!!
- モー。たいへんでした
- 電波少年に毛が生えた 最後の聖戦
- ワカチュキ
- 週刊ストーリーランド
- おすぎとピーコの金持ちA様×貧乏B様
- サバコン
- あんグラ☆NOW